# Disosmia
Disosmia é uma doença que leva a uma percepção distorcida do olfacto, tornando os odores inócuos desagradáveis.
Alteração do sentido do olfato.